# 兵庫県立淡路香りの公園
兵庫県立淡路香りの公園（ひょうごけんりつあわじかおりのこうえん）は兵庫県淡路市多賀にある公園。

## 概要
香木伝来の伝説がある淡路島の一宮町（現淡路市）に建設された「香り」をテーマとする公園。園内には香草約100種、香木37種が植えられている。

## 施設
- 梅園
- 桜園
- 香りの森
- 竹林
- ハーブガーデン
- 展望広場
- 法面花壇
- 香りのステーション
- 香りのプロムナード

## 所在地
〒656-1521 兵庫県淡路市多賀530-1

## 交通アクセス
- 高速バス（淡路交通・神姫バス）・淡路市生活観光バス路線「伊弉諾神宮前」下車 南へ徒歩5分

## 周辺情報
- 伊弉諾神宮 - 香木伝来の碑がある